# Amorphoscelis lamottei
Amorphoscelis lamottei är en bönsyrseart som beskrevs av Roger Roy 1963. Amorphoscelis lamottei ingår i släktet Amorphoscelis och familjen Amorphoscelidae. Inga underarter finns listade i Catalogue of Life.